# Miguel Pselo
Miguel Pselo (em grego: Μιχαήλ Ψελλός; romaniz.: Mikhaél Psellós; Nicomédia, c. 1018 - 1078) foi um humanista, político, filósofo neoplatônico, poeta, orador e historiador bizantino do século XI.
Pselo foi um cortesão intrigante e um dos políticos mais influentes do seu tempo. Ocupou os mais altos cargos do governo imperial durante trinta e seis anos, sob sete imperadores de três dinastias diferentes. Autêntico polígrafo, escreveu sobre teologia, direito, filologia, arqueologia, história, alquimia, matemáticas, medicina, etc. Foi não somente o espírito mais cultivado e a mente mais lúcida da sua época, mas também um autêntico artista. A sua Cronografia é o mais importante livro de memórias de toda a Idade Média, sem ser igualado por nenhum outro pela sua frescura, a vivacidade da sua expressão, a finura da sua intuição psicológica e as suas dotes para os retratos.

## Vida

### Vida temporã
Constantino Pselo (Constantino era o seu nome originário; "Miguel", com o que é conhecido na tradição posterior, era o seu nome monástico) nasceu no seio de uma modesta família residente em Constantinopla. Seu pai, originário de Nicomédia (Bitínia), tinha a patrícios e cônsules entre os seus antepassados mais próximos, mas nada ficava já dessas ilustres origens, e exercia como simples tendeiro num bairro popular da capital imperial, onde se casara com uma mulher de família humilde. Do matrimônio nasceram duas filhas antes do próprio Pselo, que nasceu no final de 1017 ou princípios de 1018, nos últimos anos do reinado de Basílio II Bulgaróctono (r. 976–1025).
Tinha um defeito físico (provavelmente era belfo) que lhe deu o apelido de Pselo (em grego: Ψελλός; romaniz.: Psellós), adjetivo aplicado aos que têm uma trava ou um defeito na fala (mas não disfemia).
Quando Pselo concluiu a educação básica, em oito anos de idade, a sua família pensou em lhe procurar um ofício, mas a insistência da sua mãe, convencida das extraordinárias qualidades do seu filho, pôde persuadi-los para que continuassem pagando a sua formação:  lembra-o emocionado o próprio escritor no discurso fúnebre que dedicou à sua morte. A decisão da mãe viu-se recompensada, e pronto Pselo, com apenas dez anos, sabia recitar de memória a Ilíada e comentar as suas figuras e os seus tropos, demonstrando um talento excepcional. Apesar das suas qualidades, aos 16 anos a economia familiar não pôde custear mais a sua formação e Pselo começou a trabalhar como secretário de um juiz provincial, provavelmente no Temas da Trácia e Macedônia. Por então faleceu a sua irmã e os seus pais retiraram-se para um mosteiro. Pselo regressou a Constantinopla, onde iniciou estudos superiores de retórica e filosofia com João Mauropo (1000-1070), um dos intelectuais mais importantes do seu tempo.
Durante os anos seguintes Pselo veria promovida a sua carreira administrativa como juiz (governador provincial), provavelmente pelo apoio do seu amigo Constantino Licuda, que entrou no Senado e assumiu postos de poder durante os reinados de Miguel IV, o Paflagônio e Miguel V, o Calafate. Assim, Pselo teve o cargo de juiz ao menos em três temas da Ásia Menor (Tracesianos, Bucelários e Armeníacos), sendo desconhecidas as datas exatas. É surpreendente que se encomendassem postos de tão alta responsabilidade a um jovem de uns vinte anos, algo para o qual não se encontra paralelo algum na história administrativa do império e que fala das suas qualidades. É provável que a sua presença em províncias não fosse permanente durante esses anos e que a alternasse com estadias em Constantinopla para continuar com a sua formação.

### Na Corte Imperial

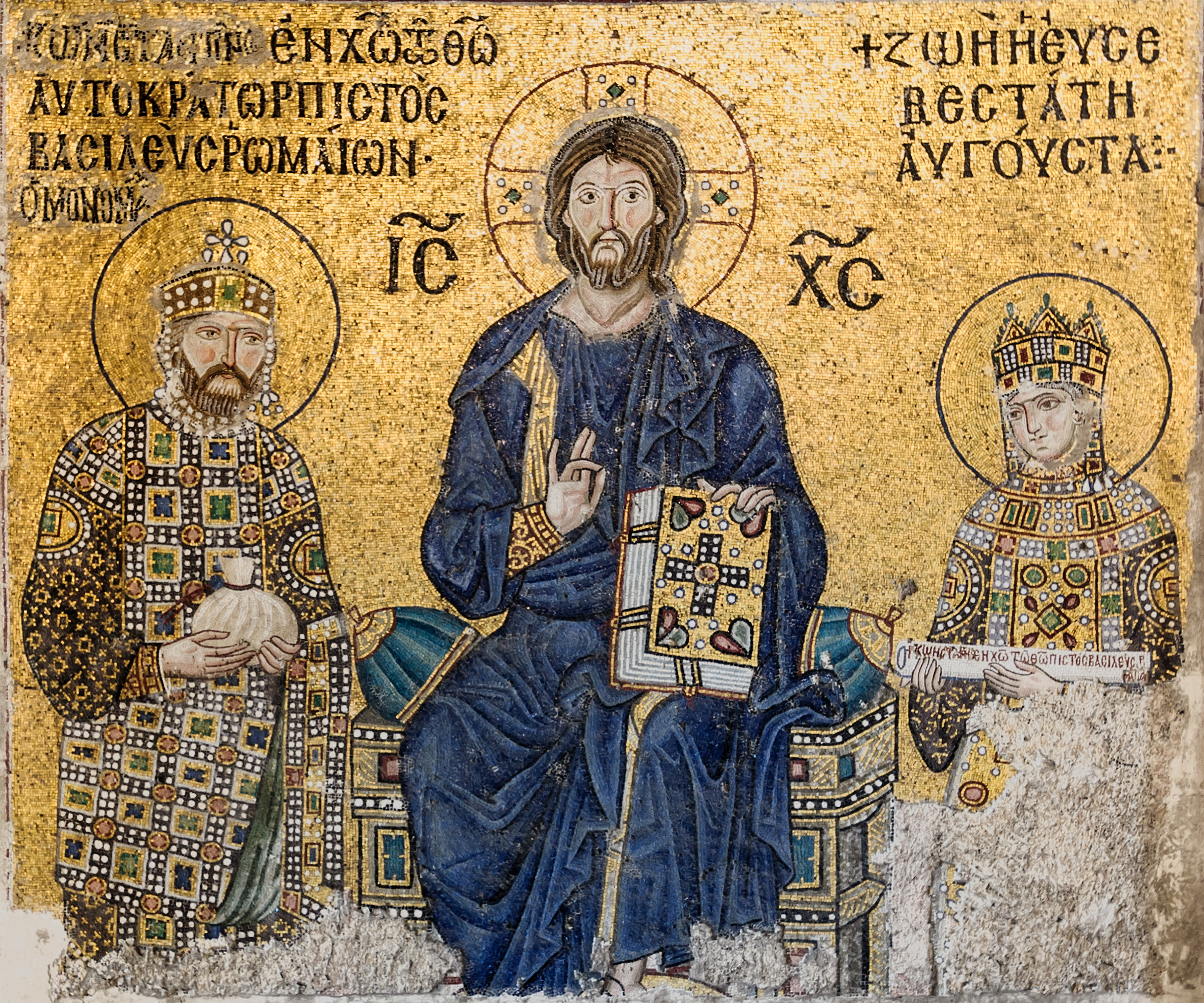
Mosaico de e Zoé Porfirogênita na Basílica de Santa Sofia.

Em 1041 entrou na corte como secretário imperial (hipogramateu) de Miguel V, o Calafate, e por volta de 1042 contraiu matrimônio com uma mulher de boa família, descendente de um valido do imperador Leão VI, o Sábio (r. 886–912). Do matrimônio nasceu uma só filha, Estiliana, que faleceu aos nove anos, o que motivou o ingresso da sua esposa num mosteiro. Pselo ficou unicamente com uma filha adotiva, Eufêmia, mas o comprometimento desta com um jovem de boa família deveu romper-se, o que provocou até mesmo um processo legal contra o historiador.
Ao ascender ao trono imperial Constantino IX Monômaco (r. 1042–1055), Pselo tornou-se secretário de Estado e grande chanceler. Tinha nesse momento uns vinte e cinco anos, e ao mesmo tempo ensinava retórica e filosofia na Academia de Constantinopla, onde teve entre outros discípulos a João Ítalo e a Teofilato; foi considerado um grande helenista, constituindo-se na coluna articuladora do qual à época dos Comnenos denominou-se "Renascimento helênico".
Monómaco foi retirando gradativamente o seu favor aos eruditos do ambiente de Pselo, que tiveram de tomar finalmente o hábito monástico para evitar serem perseguidos. O próprio Pselo tonsurou-se como monge repentinamente em finais de 1054, adotando o nome monástico de Miguel. Na sua Cronografia assinala, surpreendentemente, que o fez apesar dos protestos do próprio Imperador, que não queria ver-se privado da sua companhia. Pselo é de fato deliberadamente ambíguo ao falar acerca dos motivos que impulsionaram a este retiro, e que possivelmente não tivessem a ver com o Imperador mas com o seu ambiente cortesão, algo que explicaria que justamente à morte de Monómaco, em janeiro de 1055, Pselo abandonasse de seguida Constantinopla e se refugiasse no mosteiro da Formosa Fonte, no Olimpo bitínio. Por então faleceu a sua mãe, com o que Pselo ficou privado de família.

### Vida monástica
A experiência do retiro monástico resultou muito decepcionante para Pselo, sobretudo pela ignorância e inatividade dos seus companheiros de hábito, aos que chamou depois "gentes grosseiras e incultas, verdadeiros citas". Grande admirador de Platão e, em especial, do neoplatonismo, esforçou-se por apresentar esta corrente filosófica alheia do paganismo, como um esforço imperfeito que alcançou com o Cristianismo a sua perfeita coroação. Por isso adotou o alegorismo como o melhor método de exegese para estudar, analisar e comentar os clássicos gregos como antes fora analisada a Bíblia. Dessa forma chegou a ver nos autores gregos uma espécie de profetas do Cristianismo e até mesmo encontrou em Homero nada menos que o mistério da Santíssima Trindade. Acusado por isso de heresia, Pselo viu-se de fato obrigado a acreditar a sua ortodoxia num escrito.
Incapaz de se adaptar ao retiro monástico, e provavelmente inimizado com os demais monges, Pselo regressou para a capital esse mesmo ano de 1055, quando a imperatriz Teodora, última da dinastia macedônica, chamou ao seu lado como conselheiro. Apesar de ter recuperado e até mesmo incrementado a influência perdida, fê-lo já desde a sua condição de monge, e a sua autoridade já não se baseou mais em títulos ou dignidades concretas.

### Intrigas cortesãs
Pouco antes da morte de Teodora em 1056, o consistório de palácio obrigou a que esta designasse um sucessor. O eleito, Miguel VI, o Estratiótico  (r. 1056–1057), foi coroado pouco depois. Pselo declarou na sua Cronografia ter sido testemunha dos conciliábulos para escolher o sucessor, mas situa-se à margem de uma decisão que de seguida se revelará efêmera, pois apenas proclamado imperador Miguel, sublevaram-se contra ele os generais da Ásia Menor, membros de poderosas famílias terratenentes descontentas com o governo de funcionários públicos da capital.
Quando os rebeldes, capitaneados por Isaac Comneno, chegaram às proximidades da capital, Pselo foi enviado como embaixador pelo Imperador para negociar um acordo com o usurpador: Isaac seria nomeado César e herdeiro ao trono em troca de pôr fim às hostilidades.
Pselo afirmou que superou o ambiente hostil de uma loja cheia de soldados inimigos e convenceu com a sua oratória superior aos presentes da bondade da sua proposta. Mas o fato de, a seguir, ser considerado por Isaac o seu homem de confiança, levanta suspeitas sobre a gestão da sua embaixada e dúvidas a respeito da sua fidelidade a Miguel, que foi derrocado em Constantinopla por setores próximos do patriarca Miguel Cerulário, quando o usurpador acampava ainda ao outro lado do estreito do Bósforo em companhia de Pselo.
Isaac entrou pouco depois na capital e nomeou Pselo presidente do Senado, o que fez evidente a todos o seu câmbio de bando. As qualidades de político sem escrúpulos de Pselo ficaram novamente patentes quando, pouco depois, aceitou a encomenda do Imperador de redigir uma acusação contra o patriarca Miguel Cerulário por traição. O patriarca, responsável pelo cisma com Roma em 1054, era um homem com ambições políticas e perigoso para o poder imperial, pelo qual a sua deposição estava justificada. Contudo, o singular do fato é que Pselo fora o encarregue de formular os cargos apesar da amizade que os ligava e ao fato de os sobrinhos de Cerulário serem destacados discípulos seus. O patriarca, deposto e desterrado, faleceu antes que as acusações de Pselo ficassem públicas frente do sínodo convocado na capital, mas a sua deposição originou a animadversão do povo contra Pselo. O Imperador nomeou ademais patriarca a Constantino Licudes (1059-1063), velho amigo de Pselo.
As férreas restrições de despesas decretadas pelo Imperador tiraram-lhe o apoio dos altos cargos políticos da Corte, Pselo incluído. É possível por isso que, como sugestiona Robert Volk, a abdicação de Isaac em 1059 por causa de uma doença fosse estimulada por Pselo, que, como médico pessoal do Imperador, exagerou os sintomas do seu mal para fazer que renunciasse ao trono. É curioso que Pselo não assinale na sua obra que Isaac faleceria meses após abdicar.

### A ascensão dos Ducas
Em qualquer caso, é evidente que a Pselo convinha a ascensão ao poder de Constantino X Ducas (r. 1059–1067), com quem mantinha excelentes relações desde a época de Monómaco. O novo Imperador, que inventou o novo título de hypertîmos para Pselo, teve a Pselo como principal conselheiro e encarregou até mesmo a educação do seu filho e sucessor, o futuro Miguel VII Ducas.
A hostilidade do povo para ele, como responsável pela condenação do patriarca Cerulário, a dos abundantes exilados de Isaac Comneno que regressaram com o jovem monarca e as pressões dos religiosos, para quem Pselo era um "apóstata", fizeram com que o patriarca Constantino Licuda lhe aplicasse os cânones dos monges giróvagos e Pselo viu-se forçado a ingressar no mosteiro de Ta Narsu, em Constantinopla, do qual não sairia até um terramoto destruir os seus muros, em setembro de 1063.
As intrigas contra Pselo desencadearam-se abertamente quando, à morte de Constantino, a sua viúva Eudóxia (regente do seu filho menor de idade) continuou confiando em Pselo para o governo. Então Nicéforo acusou-o de manter relações adúlteras com a imperatriz. Não sabemos em que terminaram estas acusações, mas é evidente que o matrimônio de Eudóxia com o general Romano IV Diógenes em 1068 não favoreceu os interesses de Miguel. Diógenes, convertido em co-imperador, desconfiava do intrigante Pselo e temia deixá-lo na capital enquanto ele partia em campanha. O distanciamento entre ambos ficou evidente quando ordenou que o acompanhasse na sua campanha militar contra os Turcos seljúcidas de 1069, uma campanha que Pselo desaconselhara por precipitada. Porém, o erudito conseguiu escapulir-se da expedição ao chegar a Cesareia Mázaca e regressar para Constantinopla.
Quando em 1071 Romano Diógenes foi capturado pelos turcos na catastrófica batalha de Manzicerta, a sua esposa Eudócia assumiu o poder no seu nome e no do seu filho Miguel. Pselo esteve detrás desta decisão, pois foi o que instou ao César João Ducas, irmão do falecido Constantino X e cabeça visível dos Ducas, a dar este passo, tal e qual assinala na sua história. A recuperação do poder efetivo por parte da família Ducas beneficiava Pselo, que era íntimo amigo do César e tinha um grande influência sobre Miguel Ducas, o seu pupilo imperial. O César foi porém mais para lá, e ordenou encerrar Eudóxia, ao fim e ao cabo mulher de Romano, num mosteiro, de modo que o poder ficou exclusivamente nas mãos do seu sobrinho Miguel.
Enquanto isso, o sultão seljúcida Alparslano liberara Diógenes, não disposto a ceder o seu poder ao seu filhastro. O conflito estava servido. Pselo descreve na sua Cronografia qual foi a sua reação no meio desta confusão:

Eu encontrei-me também no meio daquele desconcerto geral, quando todos me instavam a que dissesse o que convinha fazer. Posto que sobretudo o meu nobre e querido imperador me instava e pressionava, eu declarei que Romano não devia ser acolhido já no império, mas era preciso desfazer-se de ele e enviar a todas partes ordens excluindo-o do governo.
Efetivamente, tropas enviadas de Constantinopla derrotaram Romano Diógenes e, apesar das garantias de segurança dadas quando se rendeu, tiraram-lhe os olhos. Romano faleceu pouco depois como consequência das feridas: um final trágico para um nobre general e um capítulo infames da história bizantina. Pselo foi ainda capaz de dedicar-lhe um panegírico no que declara não saber se lamentar ou invejar o destino de Romano. Embora resulte difícil acreditar que a compaixão de Pselo para Romano Diógenes fosse sincera, sendo ele próprio responsável pelo seu final, talvez tivesse remordimentos por não ter pensado que o confronto entre Diógenes e Miguel Ducas terminaria numa pequena guerra civil e muito menos que acabaria com Romano cegado pelos sicários imperiais.

### Morte
É identificado com o Miguel de Nicomédia que cita o historiador Miguel Ataliates, Pselo teria morto em abril de 1078. Ataliates, inimigo declarado do orador, teria escrito o seu epitáfio com estas palavras:
Pouco depois exalou o seu último suspiro o monge e hipértimo Miguel, que estivera à frente dos assuntos de governo e cuja família procedia de Nicomédia, homem desagradável e orgulhoso, que dificilmente aprovava a munificência do imperador.
São desconhecidas as circunstâncias nas quais faleceu Pselo, mas sim é conhecida a penúria na qual vivia, anos depois,  o seu neto, o filho de Eufemia, até o ponto de Teofilato de Ócrida, um dos discípulos de Pselo, ter pedido ajuda para ele.

## Esboço
O único retrato que conservamos do autor é desta época, em que se descreve a si mesmo como de grande estatura, pele obscura e cabelos louros, celhas retas, olhos brilhantes e uma nariz aquilina da qual sempre se mostrou orgulhoso, ataviado com o preto hábito de monge.
Seu caráter era extremamente veleidoso. Na sua epístola a Miguel Cerulário reconhecia "ser um homem, animal cambiante e instável, alma racional que se serve de um corpo, singular mistura de tendências discordantes". Era no trato vaidoso, altaneiro e adulador, burlão, mas também magnânimo e místico. Como cortesão era um político maquiavélico e sem escrúpulo algum, um especialista na arte da injúria, cujos desaires eram temidos, mordaz e de afã polêmico. Na vida privada, por outro lado, era terno e sensível, "feminino", nas suas próprias palavras.

## Obra

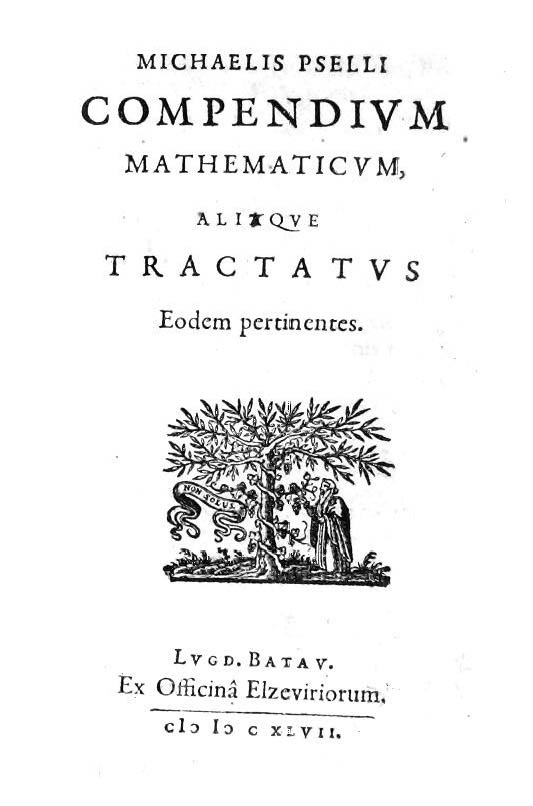
Compendium mathematicum, 1647

Não existe nenhuma listagem fidedigna das obras de Pselo. Muitas permanecem ainda inéditas e outras foram falsamente atribuídas. Escreveu uma Cronografia cheia de fortes críticas, que foi censurada cuidadosamente pelo poder, em que pese a que não fossem cortadas as suas digressões contra monges "folgazãos e inimigos da humanidade" ou onde recordava que o dinheiro dos impostos não era destinado a manter conventos nem concubinas do soberano, ou onde afirmava a superioridade da república ateniense sobre o estado romano "instituição de escravos e não de homens livres" e no que, finalmente, dizia textualmente "não estamos governados por Péricles nem por Temístocles, mas pelos mais vis adeptos de Espártaco que temos comprado a preço de ouro aos bárbaros"
Pselo, na sua condição de alto cargo do Estado, ao mesmo tempo em que observou a história da sua época, participou destacadamente nela. Isso explica, por outro lado, a parcialidade das suas opiniões nesta obra, que por vezes dissimulam a verdade e outras a deformam. A obra é dividida em duas partes. A primeira foi escrita a pedido de um amigo, provavelmente Constantino Licudes, entre 1059 e 1063, e trata o período compreendido entre Basílio II e a abdicação de Isaac Comneno. A narração é enriquecida à medida que transcorrem os reinados, em especial a partir do de Miguel V, o Calafate (1041-1042), no qual Pselo se incorporou à corte na qualidade de secretário do Imperador. A segunda parte abrange o período do governo dos Ducas (1059-1078) e foi escrita por petição expressa e em vida de Miguel VII, o qual fica manifesto no caráter claramente tendencioso da narração.
Interessou-se ademais pelo ocultismo e a magia, a astrologia e a adivinhação, reunindo todas estas superstições, que seguíam vivas ao começar o segundo milênio, sob o termo de "caldeísmo" e refutando-as em numerosas obras como contrárias à razão e ao cristianismo. Assim, esforçou-se em encontrar explicações racionais e científicas a fenômenos supostamente mágicos ou misteriosos, e embora não negasse a existência dos demônios nem a sua capacidade para gerar males, susteve que o cristão deve empregar somente a fé em Deus para se defender deles. E seguindo a Orígenes, a Basílio Magno e a São João Damasceno, afirmou que os demônios têm um corpo que utilizam unicamente para agir neste mundo. Também não recusou, apesar do seu racionalismo filelênico, a teologia mística, embora recusasse o modo no qual se praticava, entre outros lugares, no convento do monte Olimpo (Bitínia), onde os monges se persignavam com apenas escutarem o nome de Platão, e teve de defender-se da acusação de helenismo pelo seu contínuo uso, leitura e defesa das ideias gregas. Xifilino, reitor da Escola de Direito de Constantinopla e amigo pessoal de Pselo, acusou-o mediante um escrito de querer perturbar a Igreja mediante o seu platonismo e contagiá-la com as aberrações pagãs. Pselo replicou hipocritamente que estudara os sistemas filosóficos mas sempre referindo-os às Escrituras.
A filosofia de Platão era para ele a máxima realização do espírito humano e o filósofo grego torna-se para ele um verdadeiro precursor do cristianismo, pela sua defesa da imortalidade da alma, a sua ideia da justiça e a sua afirmação de que é possível elevar-se para além dos limites da razão até a contemplação do Um. Aristóteles, se bem que merece também o reconhecimento de Pselo, é criticado por abordar os temas teológicos somente com a razão, sem reconhecer que às coisas divinas se chega com a inteligência, que está para além da razão e dos seus silogismos. De Aristóteles especialmente a sua ciência, e sobretudo a sua lógica,  que considera como uma preparação para assimilar a metafísica de Platão.
Como teólogo susteve que os anjos possuíam uma certa substância material e a santidade da Virgem Maria no momento da sua concepção e a sua função mediadora.
Entre as obras mais sugestionantes de Pselo encontra-se a sua coleção de mais de quinhentas cartas, na sua maioria pessoais e motivadas por circunstâncias concretas, embora todas escritas com grande cuidado e elegância,

### Listado parcial de obras
- Noções comuns (miscelânea de reflexões acerca de diversos temas teológicos, filosóficos e cientistas)
- Soluções breves das questões físicas (breve tratado no que remonta do estudo dos seres sensíveis até a consideração do primeiro princípio de todas as coisas)
- Crisopeia (onde analisa os métodos da alquimia de uma perspectiva científica)
- Oráculos caldeus (resume e comentário do livro sagrado neoplatônico homônimo, cujo fim é compará-los com as doutrinas de Platão e com o cristianismo)
- Sobre a atuação dos demônios (tratado em forma de diálogo no que enfrenta ao ocultismo com espírito cientista)
- Sobre a cadeia de ouro (interpretação alegórica de um discurso do Júpiter homérico).
- Cronografia (ed. espanhol: Vidas de los emperadores de Bizancio. Ed. Gredos, Madrid, 2005. ISBN 84-249-2754-0 ).